# Leonhard Kaupisch
Leonhard Kaupisch (Bitterfeld, 1878. szeptember 1. – Weimar, 1945. szeptember 26.) német tiszt. A porosz születésű tiszt az első és a második világháborúban is részt vett, számos fontos kitüntetést elnyert. 1898 és 1942 között szolgált a hadseregben.